# Trouble (canção de Iggy Azalea)
"Trouble" é uma canção da rapper australiana Iggy Azalea, com a parceria da cantora norte-americana Jennifer Hudson, presente na reedição de seu primeiro álbum de estúdio, Reclassified. Em dezembro de 2014, Azalea revelou que a faixa seria o segundo single promocional da reedição, embora não tenha sido divulgada nenhuma data específica para lançamento nas rádios e em formato digital.

## Antecedentes
Em 4 de setembro de 2014, Azalea anunciou que estava reeditando seu primeiro álbum de estúdio, The New Classic. Em outubro de 2014, detalhes da reedição começaram a ser revelados e que o mesmo seria lançado oficialmente em novembro. Durante uma entrevista para o site Radio.com, nos bastidores da CBS Radio We Can Survive na apresentação do Hollywood Bowl em 24 de outubro de 2014, Azalea falou sobre o Reclassified. Com a versão expandida do álbum, Azalea se uniu pela segunda vez com a cantora Jennifer Hudson, depois de ter participado da canção "He Ain't Goin' Nowhere", presente no terceiro álbum de estúdio de Hudson, nomeado JHUD. "Ele tem uma espécie de sensação doo-wop", disse Azalea, mencionando também o seu desejo de fazer algo diferente de seu estilo musical e de estar animada por realizá-lo; "É o tipo de coisa que você imaginaria Aretha Franklin cantando."
Em dezembro de 2014, Azalea revelou através de sua conta no Twitter que estava preparando seu próximo single, "Trouble", como a segunda faixa promocional da reedição, ao mesmo tempo em que anunciava que os planos para filmar um videoclipe para o single anterior "Beg for It" tinha sido desfeito. Depois de ser questionada por fãs sobre a decisão de fazer da faixa seu próximo single, Azalea respondeu observando que estava relacionado a escolha aos formatos de rádio e a seu público alvo: "As pessoas têm que entender que eles 'testam' as músicas com pessoas e dão notas a elas. É assim que funciona, eles escolhem baseados em notas."

## Videoclipe
Em 20 de janeiro de 2015, Azalea anunciou a gravação de um videoclipe para "Trouble" e que ela estaria dirigindo-o com seu estilista Alejandra Hernandez. Azalea e Hudson filmaram o vídeo para a faixa no centro de Los Angeles durante o primeiro fim de semana de Fevereiro de 2015. Com inspiração nos anos 70, imagens divulgadas mostram Azalea, em um penteado estilo Farrah Fawcett, enquanto Hudson poderia ser visto vestida como uma oficial de polícia algemando Azalea, onde posteriormente dançam juntas na mesma rua.
Quando perguntada sobre o conceito do vídeo durante uma entrevista, alguns dias depois, Azalea mencionou estar "muito nervosa", porque é a sua primeira vez dirigindo um vídeo musical, com Hudson na sequência afirmando que Azalea está fazendo um "bom trabalho". Azalea continuou: "É uma história narrativa, então eu não quero revelar muito, porque eu quero deixar a surpresa. Mas é bastante evidente que Jennifer é esse policial atrevida, e meu personagem é mais ingênuo do que alguém poderia pensar a partir das imagens, e eu meio que tropecei neste estilo Bonnie and Clyde e da situação em que estou. - isso é tudo que posso dizer."
O videoclipe estreou no canal VEVO de Iggy Azalea no dia 27 de fevereiro de 2015.

## Performances ao vivo
Em 4 de fevereiro de 2015, Azalea e Hudson cantaram a música pela primeira vez, juntando-se com The Roots no The Tonight Show Starring Jimmy Fallon. O desempenho foi recebido de forma positiva, com um editor de The Boombox escrever: "Apesar de ser sua primeira apresentação ao vivo na TV juntas, a química no palco entre as duas era evidente do início ao fim, com ambos vibrando e trocando energia uma com a outra com facilidade. Acompanhada da banda, The Roots, Azalea e J-Hud mostraram presença de palco e pareciam mais elegantes que nunca enquanto estavam por lá". Elas irão performar novamente na pré-cerimônia do Grammy, em Beverly Hills, em 7 de fevereiro de 2015.

## Desempenho nas tabelas musicais
| Tabela musical (2014)                                                       | Melhor posição |
| --------------------------------------------------------------------------- | -------------- |
| Estados Unidos (Billboard Hot Canadian Digital Songs) Billboard Hot 100 -67 | 44             |